# ابن أحمد
ابن أحمد إحدى حواضر الشاوية في المغرب. وهي جماعة حضرية (بلدية) تابعة لإقليم سطات. في عام 1435، بلغ عدد سكان جماعة ابن أحمد 32 528 نسمة (إحصاء 1435).

## أعلام
- عبد الكريم مطيع الحمداوي
- نوبير الأموي
- فاطنة البويه

### استشهادات
1. 1 2 3  المندوبية السامية للتخطيط (المحرر)، الإحصاء العام للسكان والسكنى لسنة 2014، QID:Q19599909
2. ↑  المندوبية السامية للتخطيط (المحرر)، الإحصاء العام للسكان والسكنى لسنة 2024 (ط. 7th)، QID:Q109658514
3. ↑   http://rgph2014.hcp.ma/file/166326/. {{استشهاد ويب}}: |url= بحاجة لعنوان (مساعدة) والوسيط |title= غير موجود أو فارغ (من ويكي بيانات) (مساعدة)